# Ignacy Chomiński
Ignacy Chomiński herbu Lis – szambelan Jego Królewskiej Mości w 1781/1782 roku, sędzia ziemski oszmiański w 1788 roku, poseł na Sejm Czteroletni z powiatu oszmiańskiego w 1790 roku, konsyliarz powiatu oszmiańskiego konfederacji generalnej Wielkiego Księstwa Litewskiego w konfederacji targowickiej w 1792 roku, deputat powiatu oszmiańskiego na Trybunał Główny Wielkiego Księstwa Litewskiego kadencji ruskiej, członek Trybunału Duchownego w 1781/1782 roku, deputat powiatu oszmiańskiego na Trybunał Główny Wielkiego Księstwa Litewskiego kadencji wileńskiej w 1785/1786 roku.
Figurował na liście posłów i senatorów posła rosyjskiego Jakowa Bułhakowa w 1792 roku, która zawierała zestawienie osób, na które Rosjanie mogą liczyć przy rekonfederacji i obaleniu dzieła 3 maja.
Był członkiem Komisji Edukacyjnej Wielkiego Księstwa Litewskiego z nominacji konfederacji targowickiej w 1793 roku. 
Był kawalerem Orderu Świętego Stanisława.